# Jean-Baptiste Kpiéle Somé
Jean-Baptiste Kpiéle Somé (* September 1930 in Dano) ist ein burkinischer Geistlicher und emeritierter römisch-katholischer Bischof von Diébougou.

## Leben
Jean-Baptiste Kpiéle Somé empfing am 11. April 1958  die Priesterweihe für das Bistum Bobo-Dioulasso.
Papst Paul VI. ernannte ihn am 18. Oktober 1968 zum ersten Bischof des mit gleichem Datum errichteten Bistums Diébougou. Der Bischof von Bobo-Dioulasso, André-Joseph-Prosper Dupont MAfr, spendete ihm am 18. Januar  des nächsten Jahres die Bischofsweihe; Mitkonsekratoren waren Dieudonné Yougbaré, Bischof von Koupéla, und Peter Poreku Dery, Bischof von Wa. 
Am 3. April 2006 nahm Papst Benedikt XVI. seinen altersbedingten Rücktritt an.